# Tri-Wing

Vite a Tri-Wing senza centro triangolare

Vite a Tri-Wing con centro triangolare.

Tri-Wing è un tipo di vite ove la parte destinata all'appoggio del cacciavite è una stella stilizzata a tre punte che non passa per il centro della chiave, inizialmente vi era un centro triangolare.

## Storia
Questo tipo di vite fu usata inizialmente nell'industria aerospaziale, principalmente dalla Boeing nei tardi anni settanta.
La variazione con innesto senza centro triangolare è spesso utilizzata nei prodotti Nintendo e in alcuni caricabatterie della Nokia.